# Giải thưởng MTV châu Á 2006
Giải thưởng MTV châu Á được tổ chức tại Siam Paragon, Bangkok, Thái Lan. Dưới đây là danh sách giải thưởng và ca sĩ đoạt giải:

## Nghệ sĩ được yêu thích nhất
Hàn Quốc
- Se7en

Trung Hoa đại lục
- Triệu Vi

Đài Loan
- Vương Lực Hoành

Hồng Kông
- Nhóm nhạc nữ Twins

Thái Lan
- Tata Young

## Giải quốc tế
Nghệ sĩ nam được yêu thích nhất
- Ricky Martin

Nghệ sĩ nữ được yêu thích nhất
- Kelly Clarkson

Nhóm nhạc Pop được yêu thích nhất
- Backstreet Boys

Nhóm nhạc Rock được yêu thích nhất
- Greenday

Videoclip được yêu thích nhất
- Twisted Transistor - Korn

Nghệ sĩ đột phá
- Simon Webbe

Giải thành tựu
- Nhóm nhạc nữ Destiny's Child

## Các giải khác
Giải phong cách
- Thái Y Lâm

## Thông tin bên lề
Trong các nghệ sĩ châu Á, nhóm nhạc nữ Twins là nhóm nhạc Hồng Kông đầu tiên vinh dự được nhận giải thưởng cao quý này.